# Ewald Hinterding
Ewald Hinterding (geboren 14. August 1946 in Emsdetten; gestorben 3. August 2014) war ein deutscher Koch und Autor eines Kochbuchs. Von 1985 bis 2009 wurde Hinterding in Folge mit einem Michelin-Stern ausgezeichnet.

## Leben
Hinterdings Mutter war Köchin, in seiner Verwandtschaft befanden sich Winzer, Konditoren sowie Inhaber von Weinstuben. Während seiner Schulzeit arbeitete er bereits in der Metzgerei seines Onkels und begann nach dem Schulabschluss eine Lehre zum Metzger. Er absolvierte seine Ausbildung zum Koch in Düsseldorf. Es folgten Anstellungen in Seefeld, am Bodensee und an der Nordseeküste sowie in Köln, München, Iserlohn und Essen.
1969 heiratete Hinterding seine Frau Christel, mit der er eine Tochter hatte. 1978 eröffnete er zusammen mit seiner Frau in einem Hotel in Münster-Hiltrup das Restaurant Pot-au-feu mit dem Schwerpunkt auf französischer Küche. 1982 übernahm Hinterding das Restaurant Davert Jagdhaus in Amelsbüren. Nach drei Jahren erhielt der Koch seinen ersten Michelin-Stern.
1997 eröffnete Hinterding in Lengerich sein gleichnamiges Restaurant mit angeschlossener Kochschule, das er bis 2010 betrieb. Seit 2011 wird es unter gleichem Namen von neuen Betreibern geführt. 
2007 veröffentlichte er sein Buch Die besten Rezepte aus meiner Kochschule mit den Rezepten aus seiner vierzigjährigen Erfahrung als Koch.
Hinterding galt als Weinkenner und beschloss seine Kochkurse oftmals mit einer Weinverkostung im hauseigenen Weinkeller.

## Veröffentlichungen
- Die besten Rezepte aus meiner Kochschule, Rasch, Bramsche 2007, ISBN 978-3-89946-098-8